# Лю Сяодун
Лю Сяодун (кит. упр. 刘小东, пиньинь: Liú Xiǎodōng; род. 1963, Ляонин, Китай) — современный китайский художник, художник гравёр, работающий в рамках реалистического направления.

## Творческий путь
Лю Сяодун родился в 1963 году в городе Цзиньчжоу, провинция Ляонин. В 1988 году окончил факультет масляной живописи Центральной академии изящных искусств. В 80-х годах XX века, когда во всём мире доминировало современное искусство, Лю Сяодун продолжал придерживаться рамок реализма, сосредоточив внимание на повседневной жизни и знакомых персонажей. В течение более десяти лет художник оставался неизвестным и продолжал придерживаться своей позиции в живописи, стремясь показать независимость и отчуждённость, с которыми сталкиваются обычные люди. Как представитель нового поколения в мире искусства, Лю Сяодун стал широко известным художником, его произведения также востребованы среди коллекционеров. Художник Ай Вэйвэй оценил работы Лю Сяодуна как «демонстрирующие общенациональную рану и молчаливую позицию художника».
В эпоху всеобщего потребления художникам трудно быть свободными. С одной стороны, Лю Сяодун сопротивляется потреблению, но, с другой стороны, ему становится трудно остановить себя от становления символом потребления.

## Оценка работ
Персонажи в картинах Лю Сяодуна пребывают в состоянии, отречённом от гнева, созерцания, ярости и прочих крайностей. Они имеют находить удовлетворение, пребывая в настоящем, и освобождены от исторического прошлого. И это освобождение является рождением нового исторического состояния. История этих персонажей заключается в том, что они вкладывают энергию в настоящее, чтобы затем найти возможности в будущем. Все эти люди в основном неизвестны истории, никогда не были охвачены светом славы или замечены в грехах и стыде. Они были настолько обычными, что оказались за рамками исторических сочинений. И если бы не эти картины, они были бы поглощены чёрной дырой и навсегда исчезли, как и миллионы людей в истории.
Лю Сяодуну благодаря своему взгляду удалось поймать каждое мгновение этих людей: их маленькую радость, удовлетворение, желание и тревоги, спасая их тем самым от гибели в океане истории. Неудивительно, что картинах Лю можно увидеть личности. На полотнах художника можно увидеть спокойных людей, их взгляд ленив, погружён в себя. Китайская живопись пронизана лирикой, особенно в XX веке, когда она чередуется с судьбой истории. Эти лирические картины передают романтику, грусть, радость и боль. Напряжение, жестокость и будущие надежды также присутствуют в картинах.

## Награды
- 2006 г. — приз журнала «Современное искусство» 当代艺术新闻
- 2006 г. — приз «Еженедельный журнал Нанкин Пилл» 南方人物周刊
- 2007 г. — присуждена награда «Звезда искусства» журнал «Hiискусство» Hi艺术

## Выставки
- 1989 г. — масляные картины «курильщик» 吸烟者 и «отдых» 休息 принимают участие в выставке эскизов в Пекине 素描大展
- 1990 г. — в Пекине состоялась выставка работа Лю Сяодуна. Картина «шутка» 笑话 и другие восемь работ участвовали в выставке.
- 1991 г. — работа «оставаться преданными друг другу до конца своих дней» 白头到老 участвовала в выставке масляной живописи в Пекине.